# Malta Cup
Malta Cup var en professionell snookerturnering som spelades varje år mellan 2005 och 2008. Den ersatte European Open som den rankingturnering som spelas på Malta. Från och med säsongen 2007/2008 var Malta Cup inte längre någon rankingturnering, utan ersattes av Shanghai Masters. 
Från att som, liksom de flesta övriga snookerturneringar, ha haft ett format med direktutslagning och 32 spelare i huvudturneringen, spelades Malta Cup säsongen 2007/2008 med gruppspel. De 16 högst rankade spelarna, plus fyra wild cards, delades in i fyra grupper med fem spelare i varje. Alla mötte alla inom gruppen, i matcher som var bäst av sex frames och alltså kunde sluta oavgjort. Gruppsegrarna gick vidare till semifinal.

## Vinnare
| Inbjudningsturnering |
| Rankingturnering     |

| År        | Vinnare        | Motståndare  | Resultat  | Säsong    |
| Malta Cup | Malta Cup      | Malta Cup    | Malta Cup | Malta Cup |
| --------- | -------------- | ------------ | --------- | --------- |
| 2005      | Stephen Hendry | Graeme Dott  | 9 - 7     | 2004/05   |
| 2006      | Ken Doherty    | John Higgins | 9 - 8     | 2005/06   |
| 2007      | Shaun Murphy   | Ryan Day     | 9 - 4     | 2006/07   |
| Malta Cup |                |              |           |           |
| 2008      | Shaun Murphy   | Ken Doherty  | 9 - 3     | 2007/08   |